# Ronny Munroe
Ronny Munroe (Tacoma, 22 novembre 1965) è un cantante statunitense, prevalentemente noto come membro della band Metal Church.

## Biografia
È noto soprattutto per essere stato il cantante della band Metal Church dal 2003 fino allo scioglimento nel 2009 e dal 2012 al 2014. Fece anche parte per un breve periodo dei Lillian Axe, nonché dei Presto Ballet e dei Trans-Siberian Orchestra.
Nel 2009 ha pubblicato il suo album di debutto da solista, The Fire Within. Il suo terzo album, Lords of the Edge (2011) include contributi del chitarrista Chris Caffery, che ha anche scritto il brano Rock in a Hard Place.
Nel maggio 2018 ha inoltre formato un supergruppo, i Peacemakers. L'album di debutto della band, Concrete and Terror, è uscito nel settembre dello stesso anno. Nel 2022 si è unito ai Vicious Rumors, veterani del metal statunitense.

## Discografia

### Metal Church
- 2004 - The Weight of the World
- 2006 - A Light in the Dark
- 2008 - This Present Wasteland
- 2014 - Generation Nothing

### Presto Ballet
- 2010 - Invisible Places
- 2011 - Love What You've Done with the Place

### Solista
- 2007 - Internal Quest
- 2009 - The Fire Within
- 2011 - Lords of the Edge

### Collaborazioni
- 2004 - The Mold - Chris Caffery